# 佐田生活福祉バス
佐田生活福祉バス（さだせいかつふくしバス）は、島根県出雲市佐田地域にて運行しているコミュニティバスである。

## 概要
- 料金は1回200円均一で、小人は100円。
- 運行形態は、みなし4条バス（旧21条バス）であり、運行はスサノオ観光に委託されている。[1]
- 2008年10月1日より、一部区間が電話予約制に変更されている。当該区間では乗車前日の19時までにスサノオ観光に予約が必要である。

## 路線
以下6路線がある。
大呂線
- 八幡原バスセンター - 出雲須佐駅 - 佐田診療所 - 潮の井荘 - ゆかり館 - 佐田診療所 - 別所公民館 - 大呂交流会館前 - 大川西平＜ - 東山中公民館＞
  - 月曜・木曜のみの運行。東山中公民館は電話予約制。

朝原線
- 八幡原バスセンター - 出雲須佐駅 - 佐田診療所 - 潮の井荘 - ゆかり館 - 大崎橋 - 三槙 - 寺領三叉路 - 大月別れ＜ - 名梅公民館＞
  - 火曜・金曜のみの運行。名梅公民館は電話予約制。

原田線
- 八幡原バスセンター - 出雲須佐駅 - 佐田診療所 - 潮の井荘 - ゆかり館 - 白滝バス回転場（ - 潮の井荘（八幡原行の便のみ）） - 尾崎バス停 - 三坂
  - 水曜・土曜のみの運行。

窪田橋波線
- 潮の井荘 - ゆかり館 - 佐田診療所 - 出雲須佐駅 - 八幡原バスセンター - 飯の原入口 - 窪田小学校前 - 小橋屋前 - やまゆり苑 - 隧道南口 - 高津屋 - 板山
  - 月曜・木曜のみの運行。

城川西山中線
- 潮の井荘 - ゆかり館 - 佐田診療所 - 出雲須佐駅 - 八幡原バスセンター - 石場公民館 - 狭槌神社前 - 御幡公民館 - 報徳舎前 - 吉野上
  - 火曜・金曜のみの運行。

毛津佐津目線
- 潮の井荘 - ゆかり館 - 佐田診療所 - 出雲須佐駅 - 八幡原バスセンター - 明円寺前 - 毛津三叉路 - 銀山谷 - 和田屋前 - 中佐津目
  - 水曜・土曜のみの運行。